# Pendé (rivière)
Pour les articles homonymes, voir Pendé.
La Pendé est une rivière d'Afrique centrale qui prend sa source au nord-ouest de la République centrafricaine (préfecture d'Ouham-Pendé) et termine son cours en république du Tchad (préfecture du Logone Oriental). C'est un affluent du Logone en rive droite, donc un sous-affluent du Chari.

## Les débits à Doba
Le débit de la rivière a été observé pendant 29 ans (1947-1975) à Doba, localité du Tchad située à quelque 70 kilomètres en amont du confluent avec le Logone.
À Doba, le débit annuel moyen ou module observé sur cette période a été de 128 m3/s pour un territoire de plus ou moins 14 300 km2, soit la quasi-totalité du bassin versant de la rivière.